# گراندکانیون‌ویلج (آریزونا)
گراندکانیون‌ویلج (به انگلیسی: Grand Canyon Village) یک منطقهٔ مسکونی در ایالات متحده آمریکا است که در شهرستان کاکانینو، آریزونا واقع شده‌است. گراندکانیون‌ویلج ۳۴٫۷۱ کیلومتر مربع مساحت و ۲٬۰۰۴ نفر جمعیت دارد و ۲٬۰۷۴ متر بالاتر از سطح دریا واقع شده‌است.